# Olympische tripartitecommissie
De Olympische tripartitecommissie is een commissie die sporters uit kleinere landen uitnodigt deel te nemen aan de Olympische Spelen, al hebben deze sporters zich niet gekwalificeerd. De commissie bestaat uit vertegenwoordigers van het Internationaal Olympisch Comité (IOC), de Associatie van Nationale Olympische Comités (ANOC) en de relevante internationale sportfederaties.

## Algemeen
Aan de Olympische Spelen doen in principe de beste sporters mee, maar het IOC wil ook dat sporters van over de hele wereld deelnemen. Om dat laatste mogelijk te maken heeft het IOC de Olympische tripartitecommissie opgericht. Deze commissie nodigt kleine landen uit om toch een sporter te laten meedoen, al zouden sporters uit dat land zich normaal gesproken niet kwalificeren. Het land, middels het Nationaal Olympisch Comité (NOC), moet zelf hiertoe een verzoek bij de commissie indienen. Meestal gaan deze uitnodigingen naar landen die historisch gezien met maximaal zes sporters per keer meedoen. Bij sommige sporten moeten de uitgenodigde sporters wel een bepaald minimumniveau hebben.
Er zijn twee soorten uitnodigingen: uitnodigingen op voorhand en uitnodigingen indien plaatsen niet worden ingevuld.

## Olympische Spelen 2012
Het volgende overzicht is nog niet compleet.

### Uitnodigingen op voorhand
Voor de Olympische Spelen in 2012 is in 2010 per sport bepaald hoeveel sporters door de commissie worden uitgenodigd.
| Sport        | Aantal | Toelichting        | Uitgenodigd land |
| ------------ | ------ | ------------------ | ---------------- |
| Badminton    | 6      | 3 mannen 3 vrouwen | mannen: vrouwen: |
| Boogschieten | 6      | 3 mannen 3 vrouwen | mannen: vrouwen: |

### Uitnodigingen bij open plaatsen
Voor de sporten boksen, boogschieten, gewichtheffen, paardrijden, schermen, wielrennen en zeilen bestaat de mogelijkheid dat plaatsen die na de kwalificatiereeksen nog niet zijn ingevuld, door de tripartitecommissie worden ingevuld.

## Olympische Spelen 2008

### Uitnodigingen op voorhand
Voor de Olympische Spelen in 2008 is in mei 2006 per sport bepaald hoeveel sporters door de commissie worden uitgenodigd.
| Sport                   | Aantal | Toelichting                                 | Uitgenodigd land |
| ----------------------- | ------ | ------------------------------------------- | --- |
| Badminton               | 4      | 2 mannen 2 vrouwen                          | mannen: Zambia, 2e plaats niet ingevuld vrouwen: Egypte, Zuid-Afrika |
| Boksen                  | 2      | 2 mannen                                    | mannen: Grenada, Swaziland |
| Boogschieten            | 6      | 3 mannen 3 vrouwen                          | mannen: Bhutan, Myanmar, Qatar vrouwen: Bhutan, Mauritius, Tadzjikistan |
| Gewichtheffen           | 10     | ongeveer 6 mannen en 4 vrouwen              | |
| Gymnastiek - turnen     | 2      | 1 man 1 vrouw                               | mannen: Jemen vrouwen: Vietnam |
| Gymnastiek - ritmisch   | 1      | 1 vrouw                                     | vrouwen: Kaapverdië |
| Gymnastiek - trampoline | 1      | man of vrouw                                | geen enkel aangemeld land voldeed |
| Judo                    | 20     | man/vrouw verdeling is vrij                 | Albanië, Amerikaans-Samoa, Andorra, Aruba, Burkina Faso, Equatoriaal-Guinea, Gabon, Guam, Haïti, IJsland, Koeweit, Libanon, Luxemburg, Malta, Monaco, Mozambique, Nepal, Togo, Turkmenistan, Verenigde Arabische Emiraten |
| Kanovaren               | 2      | verdeling man/vrouw en kano/kajak is vrij   | Myanmar, Sao Tomé en Principe |
| Moderne vijfkamp        | 4      | 2 mannen 2 vrouwen                          | geen plaatsen toegekend |
| Roeien                  | 4      | man/vrouw verdeling is vrij                 | Honduras, Monaco, Irak |
| Schietsport             | 10     | kleine landen, man/vrouw verdeling is vrij  | Bangladesh, El Salvador, Libanon, Liechtenstein, Malta, Namibië, Nederlandse Antillen, Nepal, Nicaragua, Paraguay |
| Schietsport             | 14     | grotere landen, man/vrouw verdeling is vrij | Amerikaanse Maagdeneilanden, Azerbeidzjan, Bolivia, Bosnië en Herzegovina, Chili, Colombia, Dominicaanse Republiek, Ecuador, Filipijnen, Griekenland, Montenegro, Pakistan, Saoedi-Arabië, Vietnam                        |
| Taekwondo               | 4      | man/vrouw verdeling is vrij                 | Afghanistan, Belize, Niger, Verenigde Arabische Emiraten |
| Tafeltennis             | 2      | 1 man 1 vrouw                               | mannen: Paraguay vrouwen: Vanuatu |
| Tennis                  | 4      | 2 mannen 2 vrouwen                          | mannen: El Salvador, Togo vrouwen: Liechtenstein, Zimbabwe |
| Triatlon                | 4      | 2 mannen 2 vrouwen                          | mannen: Syrië vrouwen: Bermuda |
| Wielrennen - BMX        | 3      | 2 mannen 1 vrouw                            | geen plaatsen toegekend |
| Worstelen               | 7      | man/vrouw verdeling is vrij                 | |

### Uitnodigingen bij open plaatsen
Voor de sporten boksen, boogschieten, gewichtheffen, paardrijden, schermen, wielrennen en zeilen bestaat de mogelijkheid dat plaatsen die na de kwalificatiereeksen nog niet zijn ingevuld, door de tripartitecommissie worden ingevuld.